# 508-й важкий танковий батальйон (Третій Рейх)
508-й важкий танковий батальйон (Третій Рейх) (нім. schwere Panzerabteilung 508, s PzAbt 508) — важкий танковий батальйон вермахту часів Другої світової війни, що мав на озброєнні важкі танки «Тигр» I.

## Історія
508-й важкий танковий батальйон було створено 11 травня 1943 року на території окупованої Франції за рахунок особового складу 1-го батальйону 29-го танкового полку 12-ї танкової дивізії вермахту. До 24 січня 1944 року батальйон під командуванням майора Худеля був укомплектований до повного штату, маючи 45 «Тигрів» на озброєнні.
На початку лютого 1944 року батальйон був терміново перекинутий з Франції до Італії, де для вермахту утворилася загроза через висадку морського десанту союзників в Анціо. Транспортування залізницею танкового батальйону закінчилося на станції у Фікулле в Італії, далеко від ворожих плацдармів. Оскільки союзники панували у повітрі подальше використання італійського залізничного транспорту стало неможливо. Батальйон проїхав відстань, що залишилася до визначеного району, через Рим. 60 % «Тигрів» зазнали механічної поломки під час 200-кілометрового маршу вузькими звивистими гірськими дорогами. До 14 лютого 1-ша рота розгорнула поштучно в регіоні Анціо поблизу Априлії (відома як Фабрика), коли 2-га рота прибула до Риму.
15 лютого батальйон був переданий в оперативне підпорядкування командиру 26-ї танкової дивізії. 19 лютого 2-га рота нарешті дісталася Апрілії, а додана 313-та рота «Фанкленк» була офіційно перейменована в 3-тю роту батальйону. Наступного дня 653-й важкий самохідний протитанковий дивізіон, оснащений винищувачами танків «Елефант», був доданий на посилення 508-му батальйону.
В період з 21 до 24 лютого танкісти батальйону оголосили про знищення 20 американських танків. 29 лютого танки 2-ї роти взяли участь в останній атаці на плацдарм з Чистерна-ді-Латіна. Його просування обмежувалося дорогами, оточеними заболоченими районами, і напад зупинився через сильний опір. Вісім «Тигрів» були виведені з ладу протитанковим вогнем американського 601-го самохідного протитанкового дивізіону, точним вогнем морської артилерії та мінами. Усі вони були витягнути з-під вогню противника протягом наступних п'яти днів та відновлені, але пізніше чотири були списані як такі, що не підлягають ремонту. Після бою 1 березня 508-й передали до складу 69-го танкового полку, в строю перебувало лише 12 «Тигрів».
Батальйон відступив до Риму, перебуваючи там з 5 по 16 березня, а потім, трохи переповнивши некомплект танків, повернувся до району Апрілія — Камполеоне — Чистерна, де вони чинили опір спробам американців розширити плацдарм.
Наприкінці травня союзники, успішно провівши операцію «Діадема», прорвалися на напрямах Монте-Кассіно та Анціо. 23 травня 508-й танковий батальйон зарахував на свій рахунок 15 «Шерманів», знищених під час німецької контратаки проти наступаючих сил союзників поблизу Чистерни, втративши єдиний «Тигр». Наступного дня вони почали відходити до Риму; під час відходу два танки були втрачені через механічні несправності, ще сім були знищені екіпажами в Корі через брак палива, ще одинадцять біля озера Джуліанелло в результаті поломки та 25 травня ще один біля Вальмонтоне. Загалом батальйон за три дні втратив 23 «Тигри», при цьому лише один з боїв. Командир батальйону, майор Худель, був відкликаний до штабу фюрера та звільнений.
Решта танків передали до 1-ї роти, яка з боями відступала до Риму. Екіпажі, що лишилися своєї техніки, використовувалися як протитанкові групи.
До 3 червня 1944 року Головнокомандування Вермахту «Південний Захід» розпочало загальний відхід до лінії Тразімено, коли союзники продовжували рух на північ, захопивши Рим наступного дня. 13 червня 13 «Тигрів» були загублені, рухаючись до Поджібонсі, переважно знищені екіпажами. 27 червня ще два були втрачені під час бойових дій проти п'яти танків противника поблизу К'юздіно. 4 липня один «Тигр» I упав у підвал біля Колле-ді-Валь-д'Ельса і був знищений як непрацездатний. 8 липня 6 «Шерманів» були знищені танкістами батальйону поблизу Таварнелле-Валь-ді-Пеза.
До 23 липня 508-й важкий танковий батальйон переїхав до Сан-Кашіано й до кінця липня вів бої в цьому районі.
За станом на 1 серпня 1944 року у складі батальйону з 28 тільки чотирнадцять «Тигрів» були в бойовому стані. Всі вцілілі танки 2-ї роти були передані 3-ій роті. 14 серпня 508-й батальйон прибув до околиць Пізи. Бої в районі Чезени.
1 жовтня в батальйоні було 15 «Тигрів», десять — у 1-ій роті, три — у 3-ій; обидві були потім передані до LXXVI танкового корпусу. Пізніше протягом місяця німецькі війська були відтіснені до Північної Італії.
1 листопада в строю лишалося 14 танків, що брали участь в оборонних боях. До кінця місяця рота «Фанкленк» була відправлена до Німеччини.
Рештки батальйону вели бої на півночі Італії.
12 лютого 1945 року останні п'ятнадцять «Тигрів» були переведені до 504-го важкого танкового батальйону, який продовжував воювати в Італії. До кінця квітня батальйон втратив усі свої танки і здався 3 травня.
За час свого існування батальйон зафіксував знищення більше ніж 100 танків противника; 59 % власних 78 втрачених танків стали результатом дій екіпажів, які знищували власну бронетехніку через різні обставини, тоді як лише 19 % стали результатом вогневого впливу союзних сил.